# Dòng họ Nguyễn Huy ở Trường Lưu
Dòng họ Nguyễn Huy ở Trường Lưu là một dòng họ có truyền thống văn hiến lâu đời ở Việt Nam, định cư từ thế kỷ 15 ở làng Trường Lưu thuộc tổng Lai Thạch, huyện La Sơn, phủ Đức Quang, xứ Nghệ An (nay là xã Trường Lộc, huyện Can Lộc, tỉnh Hà Tĩnh). Dòng họ này đã để lại nhiều di sản cho đời sau, 2 trong số đó được công nhận là di sản thế giới.

## Lịch sử

### Khởi thủy
Tổ tiên của dòng họ Nguyễn Huy ở Trường Lưu là Nguyễn Uyên Hậu, từng nhậm chức Ngũ kinh bác sĩ đảm nhiệm việc dạy học ở Quốc Tử Giám dưới thời Lê Thánh Tông. Vào giữa thế kỷ 15 dưới triều Lê, ông đến miền La Giang, La Thạch, Hà Tĩnh và lập nên làng Tràng Lưu mà về sau thường được gọi là làng Trường Lưu. Sau khi qua đời, ông được ban thụy Dụ Khánh. Hậu duệ đời thứ 7 của Nguyễn Uyên Hậu là Nguyễn Công Ban được xem là người khai mở cho dòng họ cũng như dòng văn Nguyễn Huy Trường Lưu. Ông sống vào khoảng giữa thế kỷ 17, đầu thế kỷ 18, là tác giả của nhiều tác phẩm văn học, thơ văn. Hiện nay, tác phẩm của ông chỉ còn 1 bài được lưu giữ, là bài ông viết cảm tạ triều đình khi trí sĩ về quê.
Nhiều đời con cháu của dòng họ này đều đi theo con đường học hành, khoa cử. Đến đời thứ 9 là Nguyễn Huy Tựu thì lịch sử dòng họ được xem là bước sang trang mới, cũng từ đây mà chữ "Huy" được lấy làm tên đệm và chính thức khởi đầu dòng họ Nguyễn Huy ở Trường Lưu. Theo nhà sử học Lê Văn Lan, Nguyễn Huy Tựu là cháu nội của Nguyễn Công Ban và là con trai của Nguyễn Công Phát. Với tài văn chương xuất sắc của mình, Nguyễn Huy Tựu đã làm nên danh tiếng của dòng văn Nguyễn Huy Trường Lưu, trở thành người dẫn đường cho văn hóa làng Trường Lưu. Không chỉ xuất sắc trong sự nghiệp văn học, Nguyễn Huy Tựu còn từng đỗ kỳ thi Hương làm đến chức Tham chính Thái Nguyên, hàm Công bộ Thượng thư, và được phong tước vị Khiết Nhạ hầu.

### Thời kỳ phát triển đỉnh cao
Nguyễn Huy Tựu có hai người con trai đều đỗ tiến sĩ và ra làm quan cho triều đình là Nguyễn Huy Quýnh và Nguyễn Huy Oánh. Trong khoa thi năm 1748 dưới triều Lê Hiển Tông, Nguyễn Huy Oánh đỗ Thám hoa và lần lượt trải qua nhiều chức vụ trong triều đình. Đến năm 1765, ông được phong làm Đông các Đại học sĩ, làm Chánh sứ sang nhà Thanh. Về sau, ông dần được thăng đến chức Lại bộ Tả thị lang, được phong tước Thạc Lĩnh bá. Sau khi Nguyễn Huy Oánh đến tuổi về hưu, ông tiếp tục được triều đình phục dụng và thăng đến chức Đô ngự sử. Không chỉ là nhà Nho, Nguyễn Huy Oánh còn nổi tiếng với vai trò nhà thơ và là một nhà sáng tác lớn vào thế kỷ 18. Sau khi về hưu, ông về quê và mở trường để dạy học. Theo Tiến sĩ Lê Hiến Chương thuộc khoa Lịch sử, Trường Đại học Sư phạm Hà Nội, Nguyễn Huy Oánh được xem là hình tượng điển hình của một nhà Nho chính thống toàn tài, một người thầy mẫu mực cho đời sau. Phúc Giang thư viện do ông thành lập không chỉ trở thành thư viện nổi tiếng mà còn trở thành một điển hình về giáo dục tư thục Việt Nam thời bấy giờ.
Năm 1772, em trai Nguyễn Huy Oánh là Nguyễn Huy Quýnh cũng thi đỗ tiến sĩ, làm quan đến Đốc thị đạo Thuận Quảng và Hàn lâm viện Thị giảng. Con trai trưởng của Nguyễn Huy Oánh là Nguyễn Huy Tự từng làm đến chức Trấn thủ Hưng Hóa rồi Đốc đồng Sơn Tây dưới triều Lê, được phong tước Uẩn Đình hầu. Khi đang làm quan nhà Lê thì mẹ ông qua đời, ông phải về quê chịu tang nhưng rồi không tiếp tục quay lại quan trường mà ở lại quê nhà giúp cha ông quản lý Phúc Giang thư viện. Hai cha con ông đóng vai trò quan trọng trong việc viết chữ để khắc bản in sách. Sau khi nhà Tây Sơn thành lập, Nguyễn Huy Tự được vua Quang Trung triệu đến Phú Xuân nhậm chức Hữu thị lang nhưng không được bao lâu thì mất. Ông chính là tác giả của truyện thơ Hoa tiên ký. Nguyễn Huy Tự có hai người vợ lần lượt là Nguyễn Thị Bành và Nguyễn Thị Đài, đều là con gái của Tham tụng Nguyễn Khản, cháu gái gọi nhà thơ Nguyễn Du là chú. Một trong số những người con trai của ông là Nguyễn Huy Hổ cũng trở thành một tác giả nổi bật khi cho ra đời tác phẩm sử thi Mai đình mộng ký.
Dòng họ Nguyễn Huy kể từ đời Nguyễn Huy Oánh thì được liệt vào một trong những dòng họ lớn của vùng đất Nghệ Tĩnh. Các thế hệ sau tiếp tục để lại dấu ấn trong lịch sử văn học Việt Nam khi lập ra Hồng Sơn văn phái.

## Di sản
Để phục vụ cho việc dạy học tại Phúc Giang thư viện, hai cha con Nguyễn Huy Oánh và Nguyễn Huy Tự đã viết và cho ra đời nhiều bản khắc in "sách giáo khoa" mà về sau thường được biết đến với tên gọi "Mộc bản Trường Lưu" hay "Mộc bản Phúc Giang". Bộ mộc bản này gồm 383 bản được khắc chữ Hán ngược để in thành 3 tập sách giáo khoa kinh điển của Nho giáo gồm 11 quyển và 1 quyển sách quy chế trường học: "Tính lý toản yếu đại toàn", "Ngũ kinh toản yếu đại toàn" và "Thư viện quy lệ". Đây được xem là khối mộc bản duy nhất và cổ nhất về giáo dục của một dòng họ được lưu trữ tại Việt Nam. Tháng 5 năm 2016, Mộc bản Trường Lưu được Ủy ban Chương trình ký ức Thế giới khu vực châu Á – Thái Bình Dương (MOWCAP) công nhận là di sản tư liệu ký ức thế giới.
Tròn 2 năm sau, một di sản khác của dòng họ Nguyễn Huy là "Hoàng Hoa sứ trình đồ" tiếp tục được UNESCO công nhận là di sản tư liệu ký ức thế giới. Đây là một cuốn sách cổ được sao chép vào năm 1887 từ bản gốc của Nguyễn Huy Oánh được biên soạn từ những năm 1765–1767 dưới triều vua Lê Hiển Tông. Bản chép tay duy nhất này được lưu giữ tại tư gia của con cháu dòng họ Nguyễn Huy. Tác phẩm này là một tập bản đồ ghi chép nhiều hình ảnh, thông tin phong phú về hành trình đi sứ của các sứ thần Đại Việt được tổng hợp từ ghi chép của những thế hệ trước và kinh nghiệm của bản thân Nguyễn Huy Oánh trong chuyến đi sứ nhà Thanh do ông làm Chánh sứ.
Là một trong các dòng họ có truyền thống lâu đời, dòng họ Nguyễn Huy đã để lại tư liệu, văn bản hành chính, hay các sắc phong từ nhiều triều đại. Đến nay, có tất cả 14 bản sắc phong cho các cá nhân và Phúc Giang thư viện bao gồm: 2 bản cho Nguyễn Công Ban, 1 bản cho Nguyễn Huy Tựu, 4 bản cho Nguyễn Huy Oánh, 5 bản cho Nguyễn Huy Hổ và 2 bản cho Thư viện Phúc Giang. Giáo sư, Viện sĩ Nguyễn Huy Mỹ đã chủ trì sưu tầm và xây dựng bộ Văn bản Hán Nôm làng Trường Lưu bao gồm các 48 văn bản tư liệu viết bằng chữ Hán và chữ Nôm của 3 dòng họ Nguyễn Huy, Trần Văn và Hoàng tại làng Trường Lưu. Năm 2023, bộ văn bản này đã được Ủy ban Chương trình ký ức Thế giới khu vực châu Á – Thái Bình Dương (MOWCAP) công nhận là di sản tư liệu ký ức thế giới.
Bên cạnh các di sản được thế giới công nhận, một số di tích khác của dòng họ Nguyễn Huy cũng được công nhận là di tích lịch sử cấp tỉnh và cấp quốc gia. Có 5 di tích được công nhận là di sản cấp tỉnh bao gồm đền thờ Nguyễn Uyên Hậu, mộ Nguyễn Công Ba, mộ Nguyễn Huy Tựu, mộ Nguyễn Huy Quýnh và đền thờ Nguyễn Huy Vinh. 4 di tích được công nhận là di tích lịch sử cấp quốc gia là đền thờ của Nguyễn Huy Oánh, Nguyễn Huy Cự, Nguyễn Huy Tự và Nguyễn Huy Hổ.

## Cá nhân nổi bật
| \| \| \| \| \| \| \| \| \| \| \| \| \| \| \| \| \| Nguyễn Uyên Hậu \| \| \| \| \| \| \| \| \| \| \| \| \| \| \| \| \| \| \| \| \| \| \| \| \| \| \| \| \| \| \| \| \| \| \| \| \| \| \| \| \| \| \| \| \| \| \| \| \| \| \| \| \| \| \| \| \| \| \| \| \| \| \| \| \| \| \| \| \| \| \| \| \| \| \| \| \| \| \| \| \| \| \| \| \| \| \| \| \| \| \| \| \| \| \| \| \| \| \| \| \| \| \| \| \| \| \| \| \| \| \| \| \| \| \| \| \| \| \| \| \| \| \| \| \| \| \| \| \| \| \| \| \| \| \| \| \| \| Nguyễn Hàm Hằng \| \| \| \| \| \| \| \| \| \| \| \| \| \| \| \| \| \| \| \| \| \| \| \| \| \| \| \| \| \| \| \| \| \| \| \| \| \| \| \| \| \| \| \| \| \| \| \| \| \| \| \| \| \| \| \| \| \| \| \| \| \| \| \| \| \| \| \| \| \| \| \| \| \| \| \| \| \| \| \| \| \| \| \| \| \| \| \| \| \| \| \| \| \| \| \| \| \| \| \| \| \| \| \| \| \| \| \| \| \| \| \| \| \| \| \| \| \| \| \| \| \| \| \| \| \| \| \| \| \| \| \| \| \| \| \| \| \| \| \| \| \| \| \| \| \| \| \| \| \| \| \| \| \| \| \| \| \| \| \| \| \| \| \| \| \| \| \| \| \| \| \| \| \| \| \| \| \| \| \| \| \| \| \| \| \| \| \| \| \| \| \| \| \| \| \| \| \| \| Nguyễn Thừa Cẩn \| Nguyễn Thừa Cẩn \| Nguyễn Thừa Cẩn \| Nguyễn Thừa Cẩn \| Nguyễn Thừa Cẩn \| Nguyễn Thừa Cẩn \| \| \| Nguyễn Thừa Nghiệp \| Nguyễn Thừa Nghiệp \| Nguyễn Thừa Nghiệp \| Nguyễn Thừa Nghiệp \| Nguyễn Thừa Nghiệp \| Nguyễn Thừa Nghiệp \| \| \| \| \| \| \| \| \| \| \| \| \| \| \| \| \| \| \| \| \| \| \| \| \| \| \| \| \| \| \| \| \| \| \| \| \| \| \| \| \| \| \| \| \| \| \| \| \| \| \| \| \| \| \| \| Nguyễn Thừa Cẩn \| Nguyễn Thừa Cẩn \| Nguyễn Thừa Cẩn \| Nguyễn Thừa Cẩn \| Nguyễn Thừa Cẩn \| Nguyễn Thừa Cẩn \| \| \| Nguyễn Thừa Nghiệp \| Nguyễn Thừa Nghiệp \| Nguyễn Thừa Nghiệp \| Nguyễn Thừa Nghiệp \| Nguyễn Thừa Nghiệp \| Nguyễn Thừa Nghiệp \| \| \| \| \| \| \| \| \| \| \| \| \| \| \| \| \| \| \| \| \| \| \| \| \| \| \| \| \| \| \| \| \| \| \| \| \| \| \| \| \| \| \| \| \| \| \| \| \| \| \| \| \| \| \| \| \| \| \| \| \| \| \| \| Nguyễn Thừa Tổ \| \| \| \| \| \| \| \| \| \| \| \| \| \| \| \| \| \| \| \| \| \| \| \| \| \| \| \| \| \| \| \| \| \| \| \| \| \| \| \| \| \| \| \| \| \| \| \| \| \| \| \| \| \| \| \| \| \| \| \| \| \| \| \| \| \| \| \| \| \| \| \| \| \| \| \| \| \| \| \| \| \| \| \| \| \| \| \| \| \| \| \| \| \| \| \| \| \| \| \| \| \| \| \| \| \| \| \| \| \| \| \| \| \| \| \| \| \| \| \| \| \| \| \| \| \| \| \| \| \| \| \| \| \| \| \| \| \| \| \| \| \| \| \| \| \| \| \| \| \| \| \| \| \| \| \| \| \| \| \| \| \| \| \| \| \| \| \| \| \| \| \| \| \| \| \| \| \| \| \| \| \| \| \| \| \| \| \| \| \| \| \| \| \| \| \| \| \| \| \| \| \| \| \| \| \| \| Nguyễn Thừa Hưu \| Nguyễn Thừa Hưu \| Nguyễn Thừa Hưu \| Nguyễn Thừa Hưu \| Nguyễn Thừa Hưu \| Nguyễn Thừa Hưu \| \| \| Nguyễn Thừa Sủng \| Nguyễn Thừa Sủng \| Nguyễn Thừa Sủng \| Nguyễn Thừa Sủng \| Nguyễn Thừa Sủng \| Nguyễn Thừa Sủng \| \| \| \| \| \| \| \| \| \| \| \| \| \| \| \| \| \| \| \| \| \| \| \| \| \| \| \| \| \| \| \| \| \| \| \| \| \| \| \| \| \| \| \| \| \| \| \| \| \| \| \| \| \| \| \| Nguyễn Thừa Hưu \| Nguyễn Thừa Hưu \| Nguyễn Thừa Hưu \| Nguyễn Thừa Hưu \| Nguyễn Thừa Hưu \| Nguyễn Thừa Hưu \| \| \| Nguyễn Thừa Sủng \| Nguyễn Thừa Sủng \| Nguyễn Thừa Sủng \| Nguyễn Thừa Sủng \| Nguyễn Thừa Sủng \| Nguyễn Thừa Sủng \| \| \| \| \| \| \| \| \| \| \| \| \| \| \| \| \| \| \| \| \| \| \| \| \| \| \| \| \| \| \| \| \| \| \| \| \| \| \| \| \| \| \| \| \| \| \| \| \| \| \| \| \| \| \| \| \| \| \| \| \| \| \| \| \| \| \| \| \| \| \| \| \| \| \| \| \| \| \| \| \| \| \| \| \| \| \| \| \| \| \| \| \| \| \| \| \| \| \| \| \| \| \| \| \| \| \| \| \| \| \| \| \| \| \| \| \| Nguyễn Đôn Hậu \| Nguyễn Đôn Hậu \| Nguyễn Đôn Hậu \| Nguyễn Đôn Hậu \| Nguyễn Đôn Hậu \| Nguyễn Đôn Hậu \| \| \| Nguyễn Hiếu Hạnh \| Nguyễn Hiếu Hạnh \| Nguyễn Hiếu Hạnh \| Nguyễn Hiếu Hạnh \| Nguyễn Hiếu Hạnh \| Nguyễn Hiếu Hạnh \| \| \| Mỹ Lương Tử Nguyễn Như Thạch (1579–1662) \| Mỹ Lương Tử Nguyễn Như Thạch (1579–1662) \| Mỹ Lương Tử Nguyễn Như Thạch (1579–1662) \| Mỹ Lương Tử Nguyễn Như Thạch (1579–1662) \| Mỹ Lương Tử Nguyễn Như Thạch (1579–1662) \| Mỹ Lương Tử Nguyễn Như Thạch (1579–1662) \| \| \| \| \| \| \| \| \| \| \| \| \| \| \| \| \| \| \| \| \| \| \| \| \| \| \| \| \| \| \| \| \| \| \| \| \| \| \| \| \| \| \| \| \| \| \| \| Nguyễn Đôn Hậu \| Nguyễn Đôn Hậu \| Nguyễn Đôn Hậu \| Nguyễn Đôn Hậu \| Nguyễn Đôn Hậu \| Nguyễn Đôn Hậu \| \| \| Nguyễn Hiếu Hạnh \| Nguyễn Hiếu Hạnh \| Nguyễn Hiếu Hạnh \| Nguyễn Hiếu Hạnh \| Nguyễn Hiếu Hạnh \| Nguyễn Hiếu Hạnh \| \| \| Mỹ Lương Tử Nguyễn Như Thạch (1579–1662) \| Mỹ Lương Tử Nguyễn Như Thạch (1579–1662) \| Mỹ Lương Tử Nguyễn Như Thạch (1579–1662) \| Mỹ Lương Tử Nguyễn Như Thạch (1579–1662) \| Mỹ Lương Tử Nguyễn Như Thạch (1579–1662) \| Mỹ Lương Tử Nguyễn Như Thạch (1579–1662) \| \| \| \| \| \| \| \| \| \| \| \| \| \| \| \| \| \| \| \| \| \| \| \| \| \| \| \| \| \| \| \| \| \| \| \| \| \| \| \| \| \| \| \| \| \| \| \| \| \| \| \| \| \| \| \| \| \| \| \| \| \| \| \| \| \| \| \| \| \| \| \| \| \| \| \| \| \| \| \| \| \| \| \| \| \| \| \| \| \| \| \| \| \| \| \| \| \| \| \| \| \| \| \| \| \| \| \| \| \| \| \| \| \| \| \| \| \| \| \| \| \| \| \| \| Nguyễn Công Triều \| Nguyễn Công Triều \| Nguyễn Công Triều \| Nguyễn Công Triều \| Nguyễn Công Triều \| Nguyễn Công Triều \| \| \| Thái Sơn nam Nguyễn Công Ban (1630–1711) \| Thái Sơn nam Nguyễn Công Ban (1630–1711) \| Thái Sơn nam Nguyễn Công Ban (1630–1711) \| Thái Sơn nam Nguyễn Công Ban (1630–1711) \| Thái Sơn nam Nguyễn Công Ban (1630–1711) \| Thái Sơn nam Nguyễn Công Ban (1630–1711) \| \| \| Nguyễn Công Ngạn \| Nguyễn Công Ngạn \| Nguyễn Công Ngạn \| Nguyễn Công Ngạn \| Nguyễn Công Ngạn \| Nguyễn Công Ngạn \| \| \| \| \| \| \| \| \| \| \| \| \| \| \| \| \| \| \| \| \| \| \| \| \| \| \| \| \| \| \| \| \| \| \| \| \| \| \| \| \| \| \| \| \| \| \| \| Nguyễn Công Triều \| Nguyễn Công Triều \| Nguyễn Công Triều \| Nguyễn Công Triều \| Nguyễn Công Triều \| Nguyễn Công Triều \| \| \| Thái Sơn nam Nguyễn Công Ban (1630–1711) \| Thái Sơn nam Nguyễn Công Ban (1630–1711) \| Thái Sơn nam Nguyễn Công Ban (1630–1711) \| Thái Sơn nam Nguyễn Công Ban (1630–1711) \| Thái Sơn nam Nguyễn Công Ban (1630–1711) \| Thái Sơn nam Nguyễn Công Ban (1630–1711) \| \| \| Nguyễn Công Ngạn \| Nguyễn Công Ngạn \| Nguyễn Công Ngạn \| Nguyễn Công Ngạn \| Nguyễn Công Ngạn \| Nguyễn Công Ngạn \| \| \| \| \| \| \| \| \| \| \| \| \| \| \| \| \| \| \| \| \| \| \| \| \| \| \| \| \| \| \| \| \| \| \| \| \| \| \| \| \| \| \| \| \| \| \| \| \| \| \| \| \| \| \| \| \| \| \| \| \| \| \| \| \| \| \| \| \| \| \| \| \| \| \| \| \| \| \| \| \| \| \| \| \| \| \| \| \| \| \| \| \| \| \| \| \| \| \| \| \| \| \| \| \| \| \| \| \| Lộc Thọ nam Nguyễn Công Phác (1649–1706) \| Lộc Thọ nam Nguyễn Công Phác (1649–1706) \| Lộc Thọ nam Nguyễn Công Phác (1649–1706) \| Lộc Thọ nam Nguyễn Công Phác (1649–1706) \| Lộc Thọ nam Nguyễn Công Phác (1649–1706) \| Lộc Thọ nam Nguyễn Công Phác (1649–1706) \| \| \| Nguyễn Công Chất \| Nguyễn Công Chất \| Nguyễn Công Chất \| Nguyễn Công Chất \| Nguyễn Công Chất \| Nguyễn Công Chất \| \| \| Nguyễn Công Trân \| Nguyễn Công Trân \| Nguyễn Công Trân \| Nguyễn Công Trân \| Nguyễn Công Trân \| Nguyễn Công Trân \| \| \| Thạch Sơn thiên mẫu Nguyễn Thị Hộ \| Thạch Sơn thiên mẫu Nguyễn Thị Hộ \| Thạch Sơn thiên mẫu Nguyễn Thị Hộ \| Thạch Sơn thiên mẫu Nguyễn Thị Hộ \| Thạch Sơn thiên mẫu Nguyễn Thị Hộ \| Thạch Sơn thiên mẫu Nguyễn Thị Hộ \| \| \| \| \| \| \| \| \| \| \| \| \| \| \| \| \| \| \| \| \| \| \| \| \| \| \| \| \| \| \| \| \| \| \| \| \| \| \| \| Lộc Thọ nam Nguyễn Công Phác (1649–1706) \| Lộc Thọ nam Nguyễn Công Phác (1649–1706) \| Lộc Thọ nam Nguyễn Công Phác (1649–1706) \| Lộc Thọ nam Nguyễn Công Phác (1649–1706) \| Lộc Thọ nam Nguyễn Công Phác (1649–1706) \| Lộc Thọ nam Nguyễn Công Phác (1649–1706) \| \| \| Nguyễn Công Chất \| Nguyễn Công Chất \| Nguyễn Công Chất \| Nguyễn Công Chất \| Nguyễn Công Chất \| Nguyễn Công Chất \| \| \| Nguyễn Công Trân \| Nguyễn Công Trân \| Nguyễn Công Trân \| Nguyễn Công Trân \| Nguyễn Công Trân \| Nguyễn Công Trân \| \| \| Thạch Sơn thiên mẫu Nguyễn Thị Hộ \| Thạch Sơn thiên mẫu Nguyễn Thị Hộ \| Thạch Sơn thiên mẫu Nguyễn Thị Hộ \| Thạch Sơn thiên mẫu Nguyễn Thị Hộ \| Thạch Sơn thiên mẫu Nguyễn Thị Hộ \| Thạch Sơn thiên mẫu Nguyễn Thị Hộ \| \| \| \| \| \| \| \| \| \| \| \| \| \| \| \| \| \| \| \| \| \| \| \| \| \| \| \| \| \| \| \| \| \| \| \| \| \| \| \| \| \| \| \| \| \| \| \| \| \| \| \| \| \| \| \| \| \| \| \| \| \| \| \| \| \| \| \| \| \| \| \| \| \| \| \| \| \| \| \| \| \| \| \| \| \| \| \| \| \| \| \| \| \| \| \| \| \| \| \| \| \| \| \| \| \| \| \| \| Nguyễn Công Xuân (1688–?) \| Nguyễn Công Xuân (1688–?) \| Nguyễn Công Xuân (1688–?) \| Nguyễn Công Xuân (1688–?) \| Nguyễn Công Xuân (1688–?) \| Nguyễn Công Xuân (1688–?) \| \| \| Khiết Nhạ hầu Nguyễn Huy Tựu (1690–1750) \| Khiết Nhạ hầu Nguyễn Huy Tựu (1690–1750) \| Khiết Nhạ hầu Nguyễn Huy Tựu (1690–1750) \| Khiết Nhạ hầu Nguyễn Huy Tựu (1690–1750) \| Khiết Nhạ hầu Nguyễn Huy Tựu (1690–1750) \| Khiết Nhạ hầu Nguyễn Huy Tựu (1690–1750) \| \| \| \| \| \| \| \| \| \| \| \| \| \| \| \| \| \| \| \| \| \| \| \| \| \| \| \| \| \| \| \| \| \| \| \| \| \| \| \| \| \| \| \| \| \| \| \| \| \| \| \| \| \| \| \| Nguyễn Công Xuân (1688–?) \| Nguyễn Công Xuân (1688–?) \| Nguyễn Công Xuân (1688–?) \| Nguyễn Công Xuân (1688–?) \| Nguyễn Công Xuân (1688–?) \| Nguyễn Công Xuân (1688–?) \| \| \| Khiết Nhạ hầu Nguyễn Huy Tựu (1690–1750) \| Khiết Nhạ hầu Nguyễn Huy Tựu (1690–1750) \| Khiết Nhạ hầu Nguyễn Huy Tựu (1690–1750) \| Khiết Nhạ hầu Nguyễn Huy Tựu (1690–1750) \| Khiết Nhạ hầu Nguyễn Huy Tựu (1690–1750) \| Khiết Nhạ hầu Nguyễn Huy Tựu (1690–1750) \| \| \| \| \| \| \| \| \| \| \| \| \| \| \| \| \| \| \| \| \| \| \| \| \| \| \| \| \| \| \| \| \| \| \| \| \| \| \| \| \| \| \| \| \| \| \| \| \| \| \| \| \| \| \| \| \| \| \| \| \| \| \| \| \| \| \| \| \| \| \| \| \| \| \| \| \| \| \| \| \| \| \| \| \| \| \| \| \| \| \| \| \| \| \| \| \| \| \| \| \| \| \| \| \| \| \| \| \| \| \| \| \| \| \| \| \| Thạc Lĩnh hầu Nguyễn Huy Oánh (1713–1789) \| Thạc Lĩnh hầu Nguyễn Huy Oánh (1713–1789) \| Thạc Lĩnh hầu Nguyễn Huy Oánh (1713–1789) \| Thạc Lĩnh hầu Nguyễn Huy Oánh (1713–1789) \| Thạc Lĩnh hầu Nguyễn Huy Oánh (1713–1789) \| Thạc Lĩnh hầu Nguyễn Huy Oánh (1713–1789) \| \| \| Ngật Đình bá Nguyễn Huy Cự (1717–1775) \| Ngật Đình bá Nguyễn Huy Cự (1717–1775) \| Ngật Đình bá Nguyễn Huy Cự (1717–1775) \| Ngật Đình bá Nguyễn Huy Cự (1717–1775) \| Ngật Đình bá Nguyễn Huy Cự (1717–1775) \| Ngật Đình bá Nguyễn Huy Cự (1717–1775) \| \| \| Nguyễn Huy Kiên \| Nguyễn Huy Kiên \| Nguyễn Huy Kiên \| Nguyễn Huy Kiên \| Nguyễn Huy Kiên \| Nguyễn Huy Kiên \| \| \| Nguyễn Huy Quýnh (1734–1785) \| Nguyễn Huy Quýnh (1734–1785) \| Nguyễn Huy Quýnh (1734–1785) \| Nguyễn Huy Quýnh (1734–1785) \| Nguyễn Huy Quýnh (1734–1785) \| Nguyễn Huy Quýnh (1734–1785) \| \| \| Nguyễn Huy Khản \| Nguyễn Huy Khản \| Nguyễn Huy Khản \| Nguyễn Huy Khản \| Nguyễn Huy Khản \| Nguyễn Huy Khản \| \| \| \| \| \| \| \| \| \| \| \| \| \| \| \| \| \| \| \| \| \| \| \| \| \| \| \| \| \| \| \| Thạc Lĩnh hầu Nguyễn Huy Oánh (1713–1789) \| Thạc Lĩnh hầu Nguyễn Huy Oánh (1713–1789) \| Thạc Lĩnh hầu Nguyễn Huy Oánh (1713–1789) \| Thạc Lĩnh hầu Nguyễn Huy Oánh (1713–1789) \| Thạc Lĩnh hầu Nguyễn Huy Oánh (1713–1789) \| Thạc Lĩnh hầu Nguyễn Huy Oánh (1713–1789) \| \| \| Ngật Đình bá Nguyễn Huy Cự (1717–1775) \| Ngật Đình bá Nguyễn Huy Cự (1717–1775) \| Ngật Đình bá Nguyễn Huy Cự (1717–1775) \| Ngật Đình bá Nguyễn Huy Cự (1717–1775) \| Ngật Đình bá Nguyễn Huy Cự (1717–1775) \| Ngật Đình bá Nguyễn Huy Cự (1717–1775) \| \| \| Nguyễn Huy Kiên \| Nguyễn Huy Kiên \| Nguyễn Huy Kiên \| Nguyễn Huy Kiên \| Nguyễn Huy Kiên \| Nguyễn Huy Kiên \| \| \| Nguyễn Huy Quýnh (1734–1785) \| Nguyễn Huy Quýnh (1734–1785) \| Nguyễn Huy Quýnh (1734–1785) \| Nguyễn Huy Quýnh (1734–1785) \| Nguyễn Huy Quýnh (1734–1785) \| Nguyễn Huy Quýnh (1734–1785) \| \| \| Nguyễn Huy Khản \| Nguyễn Huy Khản \| Nguyễn Huy Khản \| Nguyễn Huy Khản \| Nguyễn Huy Khản \| Nguyễn Huy Khản \| \| \| \| \| \| \| \| \| \| \| \| \| \| \| \| \| \| \| \| \| \| \| \| \| \| \| \| \| \| \| \| \| \| \| \| \| \| \| \| \| \| \| \| \| \| \| \| \| \| \| \| \| \| \| \| \| \| \| \| \| \| \| \| \| \| \| \| \| \| \| \| \| \| \| \| \| \| \| \| \| \| \| \| \| \| \| \| \| \| \| \| \| \| \| \| \| \| \| \| \| Uẩn Đình hầu Nguyễn Huy Tự (1743–1790) \| Uẩn Đình hầu Nguyễn Huy Tự (1743–1790) \| Uẩn Đình hầu Nguyễn Huy Tự (1743–1790) \| Uẩn Đình hầu Nguyễn Huy Tự (1743–1790) \| Uẩn Đình hầu Nguyễn Huy Tự (1743–1790) \| Uẩn Đình hầu Nguyễn Huy Tự (1743–1790) \| \| \| Nguyễn Huy Lạng \| Nguyễn Huy Lạng \| Nguyễn Huy Lạng \| Nguyễn Huy Lạng \| Nguyễn Huy Lạng \| Nguyễn Huy Lạng \| \| \| Thư Đình hầu Nguyễn Huy Tá \| Thư Đình hầu Nguyễn Huy Tá \| Thư Đình hầu Nguyễn Huy Tá \| Thư Đình hầu Nguyễn Huy Tá \| Thư Đình hầu Nguyễn Huy Tá \| Thư Đình hầu Nguyễn Huy Tá \| \| \| Nguyễn Huy Hào (1770–?) \| Nguyễn Huy Hào (1770–?) \| Nguyễn Huy Hào (1770–?) \| Nguyễn Huy Hào (1770–?) \| Nguyễn Huy Hào (1770–?) \| Nguyễn Huy Hào (1770–?) \| \| \| \| \| \| \| \| \| \| \| \| \| \| \| \| \| \| \| \| \| \| \| \| \| \| \| \| \| \| \| \| \| \| \| \| \| \| \| \| Uẩn Đình hầu Nguyễn Huy Tự (1743–1790) \| Uẩn Đình hầu Nguyễn Huy Tự (1743–1790) \| Uẩn Đình hầu Nguyễn Huy Tự (1743–1790) \| Uẩn Đình hầu Nguyễn Huy Tự (1743–1790) \| Uẩn Đình hầu Nguyễn Huy Tự (1743–1790) \| Uẩn Đình hầu Nguyễn Huy Tự (1743–1790) \| \| \| Nguyễn Huy Lạng \| Nguyễn Huy Lạng \| Nguyễn Huy Lạng \| Nguyễn Huy Lạng \| Nguyễn Huy Lạng \| Nguyễn Huy Lạng \| \| \| Thư Đình hầu Nguyễn Huy Tá \| Thư Đình hầu Nguyễn Huy Tá \| Thư Đình hầu Nguyễn Huy Tá \| Thư Đình hầu Nguyễn Huy Tá \| Thư Đình hầu Nguyễn Huy Tá \| Thư Đình hầu Nguyễn Huy Tá \| \| \| Nguyễn Huy Hào (1770–?) \| Nguyễn Huy Hào (1770–?) \| Nguyễn Huy Hào (1770–?) \| Nguyễn Huy Hào (1770–?) \| Nguyễn Huy Hào (1770–?) \| Nguyễn Huy Hào (1770–?) \| \| \| \| \| \| \| \| \| \| \| \| \| \| \| \| \| \| \| \| \| \| \| \| \| \| \| \| \| \| \| \| \| \| \| \| \| \| \| \| \| \| \| \| \| \| \| \| \| \| \| \| \| \| \| \| \| \| \| \| \| \| \| \| \| \| \| \| \| \| \| \| \| \| \| \| \| \| \| \| \| \| \| \| \| \| \| \| \| \| \| \| \| \| \| \| \| \| \| \| \| \| \| \| \| \| \| \| \| Nguyễn Huy Phó (1766–1838) \| Nguyễn Huy Phó (1766–1838) \| Nguyễn Huy Phó (1766–1838) \| Nguyễn Huy Phó (1766–1838) \| Nguyễn Huy Phó (1766–1838) \| Nguyễn Huy Phó (1766–1838) \| \| \| Trà Lĩnh bá Nguyễn Huy Vinh (1770–1818) \| Trà Lĩnh bá Nguyễn Huy Vinh (1770–1818) \| Trà Lĩnh bá Nguyễn Huy Vinh (1770–1818) \| Trà Lĩnh bá Nguyễn Huy Vinh (1770–1818) \| Trà Lĩnh bá Nguyễn Huy Vinh (1770–1818) \| Trà Lĩnh bá Nguyễn Huy Vinh (1770–1818) \| \| \| Nguyễn Huy Hổ (1783–1841) \| Nguyễn Huy Hổ (1783–1841) \| Nguyễn Huy Hổ (1783–1841) \| Nguyễn Huy Hổ (1783–1841) \| Nguyễn Huy Hổ (1783–1841) \| Nguyễn Huy Hổ (1783–1841) \| \| \| Nguyễn Huy Giáp \| Nguyễn Huy Giáp \| Nguyễn Huy Giáp \| Nguyễn Huy Giáp \| Nguyễn Huy Giáp \| Nguyễn Huy Giáp \| \| \| \| \| \| \| \| \| \| \| \| \| \| \| \| \| \| \| \| \| \| \| \| \| \| \| \| \| \| \| \| \| \| \| \| \| \| \| |                                           |                                           |                                           |                                           |                                           |  |  |                                          |                                          |                                          |                                          |                                          |                                          |  |  |                                          |                                          |                                          |                                          |                                          |                                          |  |  |                                          |                                          |                                          |                                          |                                          |                                          |  |  |                                   |                                   |                                   |                                   |                                   |                                   |  |  |  |  |  |  |  |  |  |  |  |  |  |  |  |  |  |  |  |  |  |  |  |  |  |  |  |  |  |  |
| |                                           |                                           |                                           |                                           |                                           |  |  |                                          |                                          |                                          |                                          |                                          |                                          |  |  | Nguyễn Uyên Hậu                          |                                          |                                          |                                          |                                          |                                          |  |  |                                          |                                          |                                          |                                          |                                          |                                          |  |  |                                   |                                   |                                   |                                   |                                   |                                   |  |  |  |  |  |  |  |  |  |  |  |  |  |  |  |  |  |  |  |  |  |  |  |  |  |  |  |  |  |  |
| |                                           |                                           |                                           |                                           |                                           |  |  |                                          |                                          |                                          |                                          |                                          |                                          |  |  |                                          |                                          |                                          |                                          |                                          |                                          |  |  |                                          |                                          |                                          |                                          |                                          |                                          |  |  |                                   |                                   |                                   |                                   |                                   |                                   |  |  |  |  |  |  |  |  |  |  |  |  |  |  |  |  |  |  |  |  |  |  |  |  |  |  |  |  |  |  |
| |                                           |                                           |                                           |                                           |                                           |  |  |                                          |                                          |                                          |                                          |                                          |                                          |  |  | Nguyễn Hàm Hằng                          |                                          |                                          |                                          |                                          |                                          |  |  |                                          |                                          |                                          |                                          |                                          |                                          |  |  |                                   |                                   |                                   |                                   |                                   |                                   |  |  |  |  |  |  |  |  |  |  |  |  |  |  |  |  |  |  |  |  |  |  |  |  |  |  |  |  |  |  |
| |                                           |                                           |                                           |                                           |                                           |  |  |                                          |                                          |                                          |                                          |                                          |                                          |  |  |                                          |                                          |                                          |                                          |                                          |                                          |  |  |                                          |                                          |                                          |                                          |                                          |                                          |  |  |                                   |                                   |                                   |                                   |                                   |                                   |  |  |  |  |  |  |  |  |  |  |  |  |  |  |  |  |  |  |  |  |  |  |  |  |  |  |  |  |  |  |
| |                                           |                                           |                                           |                                           |                                           |  |  |                                          |                                          |                                          |                                          |                                          |                                          |  |  |                                          |                                          |                                          |                                          |                                          |                                          |  |  |                                          |                                          |                                          |                                          |                                          |                                          |  |  |                                   |                                   |                                   |                                   |                                   |                                   |  |  |  |  |  |  |  |  |  |  |  |  |  |  |  |  |  |  |  |  |  |  |  |  |  |  |  |  |  |  |
| |                                           |                                           |                                           |                                           |                                           |  |  | Nguyễn Thừa Cẩn                          | Nguyễn Thừa Cẩn                          | Nguyễn Thừa Cẩn                          | Nguyễn Thừa Cẩn                          | Nguyễn Thừa Cẩn                          | Nguyễn Thừa Cẩn                          |  |  | Nguyễn Thừa Nghiệp                       | Nguyễn Thừa Nghiệp                       | Nguyễn Thừa Nghiệp                       | Nguyễn Thừa Nghiệp                       | Nguyễn Thừa Nghiệp                       | Nguyễn Thừa Nghiệp                       |  |  |                                          |                                          |                                          |                                          |                                          |                                          |  |  |                                   |                                   |                                   |                                   |                                   |                                   |  |  |  |  |  |  |  |  |  |  |  |  |  |  |  |  |  |  |  |  |  |  |  |  |  |  |  |  |  |  |
| |                                           |                                           |                                           |                                           |                                           |  |  | Nguyễn Thừa Cẩn                          | Nguyễn Thừa Cẩn                          | Nguyễn Thừa Cẩn                          | Nguyễn Thừa Cẩn                          | Nguyễn Thừa Cẩn                          | Nguyễn Thừa Cẩn                          |  |  | Nguyễn Thừa Nghiệp                       | Nguyễn Thừa Nghiệp                       | Nguyễn Thừa Nghiệp                       | Nguyễn Thừa Nghiệp                       | Nguyễn Thừa Nghiệp                       | Nguyễn Thừa Nghiệp                       |  |  |                                          |                                          |                                          |                                          |                                          |                                          |  |  |                                   |                                   |                                   |                                   |                                   |                                   |  |  |  |  |  |  |  |  |  |  |  |  |  |  |  |  |  |  |  |  |  |  |  |  |  |  |  |  |  |  |
| |                                           |                                           |                                           |                                           |                                           |  |  |                                          |                                          |                                          |                                          |                                          |                                          |  |  | Nguyễn Thừa Tổ                           |                                          |                                          |                                          |                                          |                                          |  |  |                                          |                                          |                                          |                                          |                                          |                                          |  |  |                                   |                                   |                                   |                                   |                                   |                                   |  |  |  |  |  |  |  |  |  |  |  |  |  |  |  |  |  |  |  |  |  |  |  |  |  |  |  |  |  |  |
| |                                           |                                           |                                           |                                           |                                           |  |  |                                          |                                          |                                          |                                          |                                          |                                          |  |  |                                          |                                          |                                          |                                          |                                          |                                          |  |  |                                          |                                          |                                          |                                          |                                          |                                          |  |  |                                   |                                   |                                   |                                   |                                   |                                   |  |  |  |  |  |  |  |  |  |  |  |  |  |  |  |  |  |  |  |  |  |  |  |  |  |  |  |  |  |  |
| |                                           |                                           |                                           |                                           |                                           |  |  |                                          |                                          |                                          |                                          |                                          |                                          |  |  |                                          |                                          |                                          |                                          |                                          |                                          |  |  |                                          |                                          |                                          |                                          |                                          |                                          |  |  |                                   |                                   |                                   |                                   |                                   |                                   |  |  |  |  |  |  |  |  |  |  |  |  |  |  |  |  |  |  |  |  |  |  |  |  |  |  |  |  |  |  |
| |                                           |                                           |                                           |                                           |                                           |  |  |                                          |                                          |                                          |                                          |                                          |                                          |  |  | Nguyễn Thừa Hưu                          | Nguyễn Thừa Hưu                          | Nguyễn Thừa Hưu                          | Nguyễn Thừa Hưu                          | Nguyễn Thừa Hưu                          | Nguyễn Thừa Hưu                          |  |  | Nguyễn Thừa Sủng                         | Nguyễn Thừa Sủng                         | Nguyễn Thừa Sủng                         | Nguyễn Thừa Sủng                         | Nguyễn Thừa Sủng                         | Nguyễn Thừa Sủng                         |  |  |                                   |                                   |                                   |                                   |                                   |                                   |  |  |  |  |  |  |  |  |  |  |  |  |  |  |  |  |  |  |  |  |  |  |  |  |  |  |  |  |  |  |
| |                                           |                                           |                                           |                                           |                                           |  |  |                                          |                                          |                                          |                                          |                                          |                                          |  |  | Nguyễn Thừa Hưu                          | Nguyễn Thừa Hưu                          | Nguyễn Thừa Hưu                          | Nguyễn Thừa Hưu                          | Nguyễn Thừa Hưu                          | Nguyễn Thừa Hưu                          |  |  | Nguyễn Thừa Sủng                         | Nguyễn Thừa Sủng                         | Nguyễn Thừa Sủng                         | Nguyễn Thừa Sủng                         | Nguyễn Thừa Sủng                         | Nguyễn Thừa Sủng                         |  |  |                                   |                                   |                                   |                                   |                                   |                                   |  |  |  |  |  |  |  |  |  |  |  |  |  |  |  |  |  |  |  |  |  |  |  |  |  |  |  |  |  |  |
| |                                           |                                           |                                           |                                           |                                           |  |  |                                          |                                          |                                          |                                          |                                          |                                          |  |  |                                          |                                          |                                          |                                          |                                          |                                          |  |  |                                          |                                          |                                          |                                          |                                          |                                          |  |  |                                   |                                   |                                   |                                   |                                   |                                   |  |  |  |  |  |  |  |  |  |  |  |  |  |  |  |  |  |  |  |  |  |  |  |  |  |  |  |  |  |  |
| |                                           |                                           |                                           |                                           |                                           |  |  | Nguyễn Đôn Hậu                           | Nguyễn Đôn Hậu                           | Nguyễn Đôn Hậu                           | Nguyễn Đôn Hậu                           | Nguyễn Đôn Hậu                           | Nguyễn Đôn Hậu                           |  |  | Nguyễn Hiếu Hạnh                         | Nguyễn Hiếu Hạnh                         | Nguyễn Hiếu Hạnh                         | Nguyễn Hiếu Hạnh                         | Nguyễn Hiếu Hạnh                         | Nguyễn Hiếu Hạnh                         |  |  | Mỹ Lương Tử Nguyễn Như Thạch (1579–1662) | Mỹ Lương Tử Nguyễn Như Thạch (1579–1662) | Mỹ Lương Tử Nguyễn Như Thạch (1579–1662) | Mỹ Lương Tử Nguyễn Như Thạch (1579–1662) | Mỹ Lương Tử Nguyễn Như Thạch (1579–1662) | Mỹ Lương Tử Nguyễn Như Thạch (1579–1662) |  |  |                                   |                                   |                                   |                                   |                                   |                                   |  |  |  |  |  |  |  |  |  |  |  |  |  |  |  |  |  |  |  |  |  |  |  |  |  |  |  |  |  |  |
| |                                           |                                           |                                           |                                           |                                           |  |  | Nguyễn Đôn Hậu                           | Nguyễn Đôn Hậu                           | Nguyễn Đôn Hậu                           | Nguyễn Đôn Hậu                           | Nguyễn Đôn Hậu                           | Nguyễn Đôn Hậu                           |  |  | Nguyễn Hiếu Hạnh                         | Nguyễn Hiếu Hạnh                         | Nguyễn Hiếu Hạnh                         | Nguyễn Hiếu Hạnh                         | Nguyễn Hiếu Hạnh                         | Nguyễn Hiếu Hạnh                         |  |  | Mỹ Lương Tử Nguyễn Như Thạch (1579–1662) | Mỹ Lương Tử Nguyễn Như Thạch (1579–1662) | Mỹ Lương Tử Nguyễn Như Thạch (1579–1662) | Mỹ Lương Tử Nguyễn Như Thạch (1579–1662) | Mỹ Lương Tử Nguyễn Như Thạch (1579–1662) | Mỹ Lương Tử Nguyễn Như Thạch (1579–1662) |  |  |                                   |                                   |                                   |                                   |                                   |                                   |  |  |  |  |  |  |  |  |  |  |  |  |  |  |  |  |  |  |  |  |  |  |  |  |  |  |  |  |  |  |
| |                                           |                                           |                                           |                                           |                                           |  |  |                                          |                                          |                                          |                                          |                                          |                                          |  |  |                                          |                                          |                                          |                                          |                                          |                                          |  |  |                                          |                                          |                                          |                                          |                                          |                                          |  |  |                                   |                                   |                                   |                                   |                                   |                                   |  |  |  |  |  |  |  |  |  |  |  |  |  |  |  |  |  |  |  |  |  |  |  |  |  |  |  |  |  |  |
| |                                           |                                           |                                           |                                           |                                           |  |  |                                          |                                          |                                          |                                          |                                          |                                          |  |  | Nguyễn Công Triều                        | Nguyễn Công Triều                        | Nguyễn Công Triều                        | Nguyễn Công Triều                        | Nguyễn Công Triều                        | Nguyễn Công Triều                        |  |  | Thái Sơn nam Nguyễn Công Ban (1630–1711) | Thái Sơn nam Nguyễn Công Ban (1630–1711) | Thái Sơn nam Nguyễn Công Ban (1630–1711) | Thái Sơn nam Nguyễn Công Ban (1630–1711) | Thái Sơn nam Nguyễn Công Ban (1630–1711) | Thái Sơn nam Nguyễn Công Ban (1630–1711) |  |  | Nguyễn Công Ngạn                  | Nguyễn Công Ngạn                  | Nguyễn Công Ngạn                  | Nguyễn Công Ngạn                  | Nguyễn Công Ngạn                  | Nguyễn Công Ngạn                  |  |  |  |  |  |  |  |  |  |  |  |  |  |  |  |  |  |  |  |  |  |  |  |  |  |  |  |  |  |  |
| |                                           |                                           |                                           |                                           |                                           |  |  |                                          |                                          |                                          |                                          |                                          |                                          |  |  | Nguyễn Công Triều                        | Nguyễn Công Triều                        | Nguyễn Công Triều                        | Nguyễn Công Triều                        | Nguyễn Công Triều                        | Nguyễn Công Triều                        |  |  | Thái Sơn nam Nguyễn Công Ban (1630–1711) | Thái Sơn nam Nguyễn Công Ban (1630–1711) | Thái Sơn nam Nguyễn Công Ban (1630–1711) | Thái Sơn nam Nguyễn Công Ban (1630–1711) | Thái Sơn nam Nguyễn Công Ban (1630–1711) | Thái Sơn nam Nguyễn Công Ban (1630–1711) |  |  | Nguyễn Công Ngạn                  | Nguyễn Công Ngạn                  | Nguyễn Công Ngạn                  | Nguyễn Công Ngạn                  | Nguyễn Công Ngạn                  | Nguyễn Công Ngạn                  |  |  |  |  |  |  |  |  |  |  |  |  |  |  |  |  |  |  |  |  |  |  |  |  |  |  |  |  |  |  |
| |                                           |                                           |                                           |                                           |                                           |  |  |                                          |                                          |                                          |                                          |                                          |                                          |  |  |                                          |                                          |                                          |                                          |                                          |                                          |  |  |                                          |                                          |                                          |                                          |                                          |                                          |  |  |                                   |                                   |                                   |                                   |                                   |                                   |  |  |  |  |  |  |  |  |  |  |  |  |  |  |  |  |  |  |  |  |  |  |  |  |  |  |  |  |  |  |
| |                                           |                                           |                                           |                                           |                                           |  |  | Lộc Thọ nam Nguyễn Công Phác (1649–1706) | Lộc Thọ nam Nguyễn Công Phác (1649–1706) | Lộc Thọ nam Nguyễn Công Phác (1649–1706) | Lộc Thọ nam Nguyễn Công Phác (1649–1706) | Lộc Thọ nam Nguyễn Công Phác (1649–1706) | Lộc Thọ nam Nguyễn Công Phác (1649–1706) |  |  | Nguyễn Công Chất                         | Nguyễn Công Chất                         | Nguyễn Công Chất                         | Nguyễn Công Chất                         | Nguyễn Công Chất                         | Nguyễn Công Chất                         |  |  | Nguyễn Công Trân                         | Nguyễn Công Trân                         | Nguyễn Công Trân                         | Nguyễn Công Trân                         | Nguyễn Công Trân                         | Nguyễn Công Trân                         |  |  | Thạch Sơn thiên mẫu Nguyễn Thị Hộ | Thạch Sơn thiên mẫu Nguyễn Thị Hộ | Thạch Sơn thiên mẫu Nguyễn Thị Hộ | Thạch Sơn thiên mẫu Nguyễn Thị Hộ | Thạch Sơn thiên mẫu Nguyễn Thị Hộ | Thạch Sơn thiên mẫu Nguyễn Thị Hộ |  |  |  |  |  |  |  |  |  |  |  |  |  |  |  |  |  |  |  |  |  |  |  |  |  |  |  |  |  |  |
| |                                           |                                           |                                           |                                           |                                           |  |  | Lộc Thọ nam Nguyễn Công Phác (1649–1706) | Lộc Thọ nam Nguyễn Công Phác (1649–1706) | Lộc Thọ nam Nguyễn Công Phác (1649–1706) | Lộc Thọ nam Nguyễn Công Phác (1649–1706) | Lộc Thọ nam Nguyễn Công Phác (1649–1706) | Lộc Thọ nam Nguyễn Công Phác (1649–1706) |  |  | Nguyễn Công Chất                         | Nguyễn Công Chất                         | Nguyễn Công Chất                         | Nguyễn Công Chất                         | Nguyễn Công Chất                         | Nguyễn Công Chất                         |  |  | Nguyễn Công Trân                         | Nguyễn Công Trân                         | Nguyễn Công Trân                         | Nguyễn Công Trân                         | Nguyễn Công Trân                         | Nguyễn Công Trân                         |  |  | Thạch Sơn thiên mẫu Nguyễn Thị Hộ | Thạch Sơn thiên mẫu Nguyễn Thị Hộ | Thạch Sơn thiên mẫu Nguyễn Thị Hộ | Thạch Sơn thiên mẫu Nguyễn Thị Hộ | Thạch Sơn thiên mẫu Nguyễn Thị Hộ | Thạch Sơn thiên mẫu Nguyễn Thị Hộ |  |  |  |  |  |  |  |  |  |  |  |  |  |  |  |  |  |  |  |  |  |  |  |  |  |  |  |  |  |  |
| |                                           |                                           |                                           |                                           |                                           |  |  |                                          |                                          |                                          |                                          |                                          |                                          |  |  |                                          |                                          |                                          |                                          |                                          |                                          |  |  |                                          |                                          |                                          |                                          |                                          |                                          |  |  |                                   |                                   |                                   |                                   |                                   |                                   |  |  |  |  |  |  |  |  |  |  |  |  |  |  |  |  |  |  |  |  |  |  |  |  |  |  |  |  |  |  |
| |                                           |                                           |                                           |                                           |                                           |  |  | Nguyễn Công Xuân (1688–?)                | Nguyễn Công Xuân (1688–?)                | Nguyễn Công Xuân (1688–?)                | Nguyễn Công Xuân (1688–?)                | Nguyễn Công Xuân (1688–?)                | Nguyễn Công Xuân (1688–?)                |  |  | Khiết Nhạ hầu Nguyễn Huy Tựu (1690–1750) | Khiết Nhạ hầu Nguyễn Huy Tựu (1690–1750) | Khiết Nhạ hầu Nguyễn Huy Tựu (1690–1750) | Khiết Nhạ hầu Nguyễn Huy Tựu (1690–1750) | Khiết Nhạ hầu Nguyễn Huy Tựu (1690–1750) | Khiết Nhạ hầu Nguyễn Huy Tựu (1690–1750) |  |  |                                          |                                          |                                          |                                          |                                          |                                          |  |  |                                   |                                   |                                   |                                   |                                   |                                   |  |  |  |  |  |  |  |  |  |  |  |  |  |  |  |  |  |  |  |  |  |  |  |  |  |  |  |  |  |  |
| |                                           |                                           |                                           |                                           |                                           |  |  | Nguyễn Công Xuân (1688–?)                | Nguyễn Công Xuân (1688–?)                | Nguyễn Công Xuân (1688–?)                | Nguyễn Công Xuân (1688–?)                | Nguyễn Công Xuân (1688–?)                | Nguyễn Công Xuân (1688–?)                |  |  | Khiết Nhạ hầu Nguyễn Huy Tựu (1690–1750) | Khiết Nhạ hầu Nguyễn Huy Tựu (1690–1750) | Khiết Nhạ hầu Nguyễn Huy Tựu (1690–1750) | Khiết Nhạ hầu Nguyễn Huy Tựu (1690–1750) | Khiết Nhạ hầu Nguyễn Huy Tựu (1690–1750) | Khiết Nhạ hầu Nguyễn Huy Tựu (1690–1750) |  |  |                                          |                                          |                                          |                                          |                                          |                                          |  |  |                                   |                                   |                                   |                                   |                                   |                                   |  |  |  |  |  |  |  |  |  |  |  |  |  |  |  |  |  |  |  |  |  |  |  |  |  |  |  |  |  |  |
| |                                           |                                           |                                           |                                           |                                           |  |  |                                          |                                          |                                          |                                          |                                          |                                          |  |  |                                          |                                          |                                          |                                          |                                          |                                          |  |  |                                          |                                          |                                          |                                          |                                          |                                          |  |  |                                   |                                   |                                   |                                   |                                   |                                   |  |  |  |  |  |  |  |  |  |  |  |  |  |  |  |  |  |  |  |  |  |  |  |  |  |  |  |  |  |  |
| Thạc Lĩnh hầu Nguyễn Huy Oánh (1713–1789) | Thạc Lĩnh hầu Nguyễn Huy Oánh (1713–1789) | Thạc Lĩnh hầu Nguyễn Huy Oánh (1713–1789) | Thạc Lĩnh hầu Nguyễn Huy Oánh (1713–1789) | Thạc Lĩnh hầu Nguyễn Huy Oánh (1713–1789) | Thạc Lĩnh hầu Nguyễn Huy Oánh (1713–1789) |  |  | Ngật Đình bá Nguyễn Huy Cự (1717–1775)   | Ngật Đình bá Nguyễn Huy Cự (1717–1775)   | Ngật Đình bá Nguyễn Huy Cự (1717–1775)   | Ngật Đình bá Nguyễn Huy Cự (1717–1775)   | Ngật Đình bá Nguyễn Huy Cự (1717–1775)   | Ngật Đình bá Nguyễn Huy Cự (1717–1775)   |  |  | Nguyễn Huy Kiên                          | Nguyễn Huy Kiên                          | Nguyễn Huy Kiên                          | Nguyễn Huy Kiên                          | Nguyễn Huy Kiên                          | Nguyễn Huy Kiên                          |  |  | Nguyễn Huy Quýnh (1734–1785)             | Nguyễn Huy Quýnh (1734–1785)             | Nguyễn Huy Quýnh (1734–1785)             | Nguyễn Huy Quýnh (1734–1785)             | Nguyễn Huy Quýnh (1734–1785)             | Nguyễn Huy Quýnh (1734–1785)             |  |  | Nguyễn Huy Khản                   | Nguyễn Huy Khản                   | Nguyễn Huy Khản                   | Nguyễn Huy Khản                   | Nguyễn Huy Khản                   | Nguyễn Huy Khản                   |  |  |  |  |  |  |  |  |  |  |  |  |  |  |  |  |  |  |  |  |  |  |  |  |  |  |  |  |  |  |
| Thạc Lĩnh hầu Nguyễn Huy Oánh (1713–1789) | Thạc Lĩnh hầu Nguyễn Huy Oánh (1713–1789) | Thạc Lĩnh hầu Nguyễn Huy Oánh (1713–1789) | Thạc Lĩnh hầu Nguyễn Huy Oánh (1713–1789) | Thạc Lĩnh hầu Nguyễn Huy Oánh (1713–1789) | Thạc Lĩnh hầu Nguyễn Huy Oánh (1713–1789) |  |  | Ngật Đình bá Nguyễn Huy Cự (1717–1775)   | Ngật Đình bá Nguyễn Huy Cự (1717–1775)   | Ngật Đình bá Nguyễn Huy Cự (1717–1775)   | Ngật Đình bá Nguyễn Huy Cự (1717–1775)   | Ngật Đình bá Nguyễn Huy Cự (1717–1775)   | Ngật Đình bá Nguyễn Huy Cự (1717–1775)   |  |  | Nguyễn Huy Kiên                          | Nguyễn Huy Kiên                          | Nguyễn Huy Kiên                          | Nguyễn Huy Kiên                          | Nguyễn Huy Kiên                          | Nguyễn Huy Kiên                          |  |  | Nguyễn Huy Quýnh (1734–1785)             | Nguyễn Huy Quýnh (1734–1785)             | Nguyễn Huy Quýnh (1734–1785)             | Nguyễn Huy Quýnh (1734–1785)             | Nguyễn Huy Quýnh (1734–1785)             | Nguyễn Huy Quýnh (1734–1785)             |  |  | Nguyễn Huy Khản                   | Nguyễn Huy Khản                   | Nguyễn Huy Khản                   | Nguyễn Huy Khản                   | Nguyễn Huy Khản                   | Nguyễn Huy Khản                   |  |  |  |  |  |  |  |  |  |  |  |  |  |  |  |  |  |  |  |  |  |  |  |  |  |  |  |  |  |  |
| |                                           |                                           |                                           |                                           |                                           |  |  |                                          |                                          |                                          |                                          |                                          |                                          |  |  |                                          |                                          |                                          |                                          |                                          |                                          |  |  |                                          |                                          |                                          |                                          |                                          |                                          |  |  |                                   |                                   |                                   |                                   |                                   |                                   |  |  |  |  |  |  |  |  |  |  |  |  |  |  |  |  |  |  |  |  |  |  |  |  |  |  |  |  |  |  |
| Uẩn Đình hầu Nguyễn Huy Tự (1743–1790) | Uẩn Đình hầu Nguyễn Huy Tự (1743–1790)    | Uẩn Đình hầu Nguyễn Huy Tự (1743–1790)    | Uẩn Đình hầu Nguyễn Huy Tự (1743–1790)    | Uẩn Đình hầu Nguyễn Huy Tự (1743–1790)    | Uẩn Đình hầu Nguyễn Huy Tự (1743–1790)    |  |  | Nguyễn Huy Lạng                          | Nguyễn Huy Lạng                          | Nguyễn Huy Lạng                          | Nguyễn Huy Lạng                          | Nguyễn Huy Lạng                          | Nguyễn Huy Lạng                          |  |  | Thư Đình hầu Nguyễn Huy Tá               | Thư Đình hầu Nguyễn Huy Tá               | Thư Đình hầu Nguyễn Huy Tá               | Thư Đình hầu Nguyễn Huy Tá               | Thư Đình hầu Nguyễn Huy Tá               | Thư Đình hầu Nguyễn Huy Tá               |  |  | Nguyễn Huy Hào (1770–?)                  | Nguyễn Huy Hào (1770–?)                  | Nguyễn Huy Hào (1770–?)                  | Nguyễn Huy Hào (1770–?)                  | Nguyễn Huy Hào (1770–?)                  | Nguyễn Huy Hào (1770–?)                  |  |  |                                   |                                   |                                   |                                   |                                   |                                   |  |  |  |  |  |  |  |  |  |  |  |  |  |  |  |  |  |  |  |  |  |  |  |  |  |  |  |  |  |  |
| Uẩn Đình hầu Nguyễn Huy Tự (1743–1790) | Uẩn Đình hầu Nguyễn Huy Tự (1743–1790)    | Uẩn Đình hầu Nguyễn Huy Tự (1743–1790)    | Uẩn Đình hầu Nguyễn Huy Tự (1743–1790)    | Uẩn Đình hầu Nguyễn Huy Tự (1743–1790)    | Uẩn Đình hầu Nguyễn Huy Tự (1743–1790)    |  |  | Nguyễn Huy Lạng                          | Nguyễn Huy Lạng                          | Nguyễn Huy Lạng                          | Nguyễn Huy Lạng                          | Nguyễn Huy Lạng                          | Nguyễn Huy Lạng                          |  |  | Thư Đình hầu Nguyễn Huy Tá               | Thư Đình hầu Nguyễn Huy Tá               | Thư Đình hầu Nguyễn Huy Tá               | Thư Đình hầu Nguyễn Huy Tá               | Thư Đình hầu Nguyễn Huy Tá               | Thư Đình hầu Nguyễn Huy Tá               |  |  | Nguyễn Huy Hào (1770–?)                  | Nguyễn Huy Hào (1770–?)                  | Nguyễn Huy Hào (1770–?)                  | Nguyễn Huy Hào (1770–?)                  | Nguyễn Huy Hào (1770–?)                  | Nguyễn Huy Hào (1770–?)                  |  |  |                                   |                                   |                                   |                                   |                                   |                                   |  |  |  |  |  |  |  |  |  |  |  |  |  |  |  |  |  |  |  |  |  |  |  |  |  |  |  |  |  |  |
| |                                           |                                           |                                           |                                           |                                           |  |  |                                          |                                          |                                          |                                          |                                          |                                          |  |  |                                          |                                          |                                          |                                          |                                          |                                          |  |  |                                          |                                          |                                          |                                          |                                          |                                          |  |  |                                   |                                   |                                   |                                   |                                   |                                   |  |  |  |  |  |  |  |  |  |  |  |  |  |  |  |  |  |  |  |  |  |  |  |  |  |  |  |  |  |  |
| Nguyễn Huy Phó (1766–1838) | Nguyễn Huy Phó (1766–1838)                | Nguyễn Huy Phó (1766–1838)                | Nguyễn Huy Phó (1766–1838)                | Nguyễn Huy Phó (1766–1838)                | Nguyễn Huy Phó (1766–1838)                |  |  | Trà Lĩnh bá Nguyễn Huy Vinh (1770–1818)  | Trà Lĩnh bá Nguyễn Huy Vinh (1770–1818)  | Trà Lĩnh bá Nguyễn Huy Vinh (1770–1818)  | Trà Lĩnh bá Nguyễn Huy Vinh (1770–1818)  | Trà Lĩnh bá Nguyễn Huy Vinh (1770–1818)  | Trà Lĩnh bá Nguyễn Huy Vinh (1770–1818)  |  |  | Nguyễn Huy Hổ (1783–1841)                | Nguyễn Huy Hổ (1783–1841)                | Nguyễn Huy Hổ (1783–1841)                | Nguyễn Huy Hổ (1783–1841)                | Nguyễn Huy Hổ (1783–1841)                | Nguyễn Huy Hổ (1783–1841)                |  |  | Nguyễn Huy Giáp                          | Nguyễn Huy Giáp                          | Nguyễn Huy Giáp                          | Nguyễn Huy Giáp                          | Nguyễn Huy Giáp                          | Nguyễn Huy Giáp                          |  |  |                                   |                                   |                                   |                                   |                                   |                                   |  |  |  |  |  |  |  |  |  |  |  |  |  |  |  |  |  |  |  |  |  |  |  |  |  |  |  |  |  |  |

### Thời phong kiến
| Đời | Tên                | Đỗ đạt                             | Làm quan                                           | Ghi chú                                                                      | TK     |
| --- | ------------------ | ---------------------------------- | -------------------------------------------------- | ---------------------------------------------------------------------------- | ------ |
| 2   | Nguyễn Hàm Hằng    | Hương cống, Tam trường             | Ngũ kinh bác sĩ                                    |                                                                              | [ 19 ] |
| 3   | Nguyễn Thừa Nghiệp | Hương cống                         |                                                    |                                                                              | [ 20 ] |
| 4   | Nguyễn Thừa Tổ     | Hiệu sinh                          |                                                    |                                                                              | [ 21 ] |
| 5   | Nguyễn Thừa Hưu    | Hiệu sinh                          | Tham tướng thần sự                                 |                                                                              | [ 21 ] |
| 6   | Nguyễn Đôn Hậu     | Hương cống                         | Tham tướng thần sự                                 |                                                                              |        |
| 6   | Nguyễn Như Thạch   | Hương giải                         | Hình bộ Lang trung                                 |                                                                              | [ 21 ] |
| 7   | Nguyễn Công Ban    | Hương cống, đỗ khoa Sĩ vọng        | Giám sát ngự sử                                    |                                                                              | [ 22 ] |
| 8   | Nguyễn Công Phác   |                                    | Đông các Đại học sĩ                                |                                                                              | [ 21 ] |
| 8   | Nguyễn Công Chất   | Giải nguyên                        | Tri huyện Thạch Hà                                 |                                                                              | [ 23 ] |
| 8   | Nguyễn Thị Hộ      |                                    |                                                    | Được tôn làm Đệ nhất Thiên thai quý nhân, Thạch Sơn thiên mẫu trong Đạo giáo | [ 24 ] |
| 9   | Nguyễn Công Xuân   | Hương cống                         | Đồng Nhạc đường Mậu lâm lang                       |                                                                              | [ 23 ] |
| 9   | Nguyễn Huy Tựu     | Hương cống                         | Tham chính Thái Nguyên, Tả Thị lang                | Được tôn làm Anh Liệt Đại vương, Đôn Ngưng Phúc thần của làng Trường Lưu     | [ 25 ] |
| 10  | Nguyễn Huy Oánh    | Thám hoa                           | Đông các Đại học sĩ, Đô ngự sử, Công bộ Thượng thư | Tác phẩm: "Hoàng Hoa sứ trình đồ", "Quốc sử toản yếu", "Thạc Đình di cảo".   | [ 26 ] |
| 10  | Nguyễn Huy Cự      | Hương cống                         | Hiến sát sứ Lạng Sơn                               | Được truy tặng làm Khanh Thông Chương Đại vương, Thành hoàng làng Trường Lưu | [ 27 ] |
| 10  | Nguyễn Huy Kiên    | Hương cống                         | Lại bộ Thiêm sự                                    |                                                                              | [ 23 ] |
| 10  | Nguyễn Huy Quýnh   | Đệ tam giáp đồng tiến sĩ xuất thân | Đốc thị đạo Thuận Quảng                            | Tác phẩm: "Quảng Thuận đạo sử tập", "Thác lời người con gái phường vài".     | [ 28 ] |
| 10  | Nguyễn Huy Khản    | Hương cống                         |                                                    |                                                                              | [ 29 ] |
| 11  | Nguyễn Huy Tự      | Hương cống                         | Đốc đồng Sơn Tây, Binh bộ Thị lang                 | Tác phẩm: "Hoa tiên"                                                         | [ 30 ] |
| 11  | Nguyễn Huy Lạng    | Hương cống                         |                                                    |                                                                              | [ 31 ] |
| 11  | Nguyễn Huy Tá      | Hương cống                         | Phó đốc học Quốc tử giám, Đốc học Bắc Ninh         |                                                                              | [ 32 ] |
| 11  | Nguyễn Huy Hào     | Hương cống                         | Tri huyện Tiên Tữ (Bắc Ninh)                       |                                                                              | [ 31 ] |
| 12  | Nguyễn Huy Phó     | Giải nguyên                        |                                                    |                                                                              | [ 33 ] |
| 12  | Nguyễn Huy Vinh    |                                    | Hàn Lâm viện Thị giảng                             | Tác phẩm: "Nguyễn Thị gia tàng", "Chung Sơn di thảo"                         | [ 34 ] |
| 12  | Nguyễn Huy Hổ      |                                    | Ngự y, Linh đài lang                               | Tác phẩm: "Mai đình mộng ký"                                                 | [ 35 ] |
| 12  | Nguyễn Huy Giáp    | Cử nhân                            |                                                    |                                                                              | [ 36 ] |

### Thời hiện đại
| Tên              | Sinh, mất | Học hàm, học vị           | Ngành                   | Công việc | TK            |
| ---------------- | --------- | ------------------------- | ----------------------- | --- | ------------- |
| Nguyễn Huy Quý   | 1937      | Giáo sư, Tiến sĩ          | Lịch sử                 | Giám đốc Trung tâm Nghiên cứu Trung Quốc                                                                        | [ 37 ]        |
| Nguyễn Huy Mỹ    |           | Giáo sư, Tiến sĩ, Viện sĩ | Điều khiển học kỹ thuật | Trưởng phòng Nghiên cứu Nga–Việt, Viện Hàn lâm Khoa học Nga; Giáo sư Trường Tổng hợp kỹ thuật Năng lượng Moskva | [ 38 ] [ 39 ] |
| Nguyễn Huy Hoàng | 1953      | Giáo sư, Tiến sĩ, Viện sĩ | Văn học nghệ thuật      | Nhà thơ, nhà nghiên cứu văn học Việt–Nga                                                                        | [ 37 ] [ 40 ] |
| Nguyễn Huy Công  |           | Tiến sĩ                   | Vật lý                  | |               |
| Nguyễn Huy Dũng  | 1983      |                           | Công nghệ thông tin     | Phó Bí thư Tỉnh ủy, Chủ tịch Ủy ban nhân dân tỉnh Thái Nguyên Phó Chủ tịch Hội Liên hiệp Thanh niên Việt Nam    |               |